# 圖書借閱證

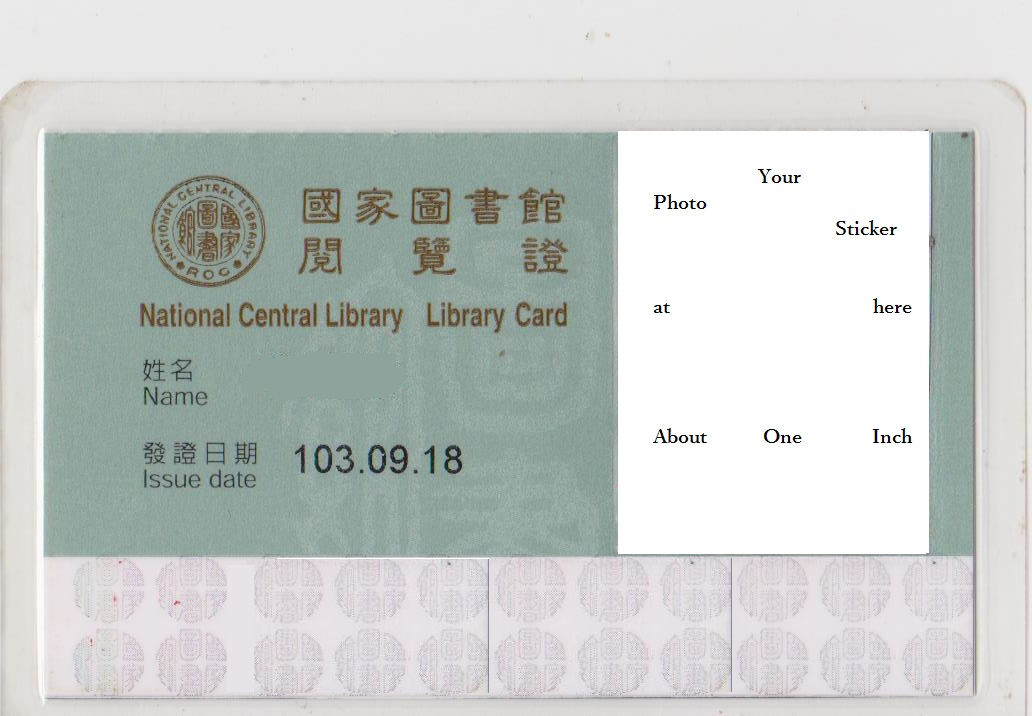
中華民國國家圖書館借閱證

圖書借閱證 (中國大陸：讀者卡，香港：圖書證)，英文稱為Library Card，一般又有借書證，或閱覽證的稱呼，形式從一般的紙卡到磁卡都有。它對於讀者而言不是必須的，但若擁有它，讀者才能使用圖書館的全部服務，如借書、使用視聽資料等，在部分設有門禁系統的圖書館裡，讀者更是必須擁有這項證件才能進入圖書館內。
一般來說，讀者若想辦理圖書借閱證，需在達到圖書館規定的年齡後，持身份證明文件前去圖書館櫃台申請方可取得(但若讀者是學生身份，且只想使用學校圖書館的服務時，其學生證通常就是圖書借閱證，不用再另行辦理)。
圖書借閱證的功能隨著圖書館的規定而有不同。如台灣的國家圖書館，館藏一律不得外借，因此稱為閱覽證而不稱為借閱證。但在一般圖書館中，除了圖書館所限制的資料外(如期刊、參考書、珍貴的善本書)，都可借出。此外，倘若讀者所在的圖書館與別的圖書館有合作關係，這個證件也可以用來使用館際互借等服務。
基本上大多數的圖書館在第一次申辦借閱證，都是免費的。但是掛失補辦，會要另外收費做為懲罰。有些圖書館的借閱證的申辦，可能限定身份，例如在學校的圖書館通常被限定教職員或學生才能辦理。
在2017年，香港公共圖書館與八達通合作增加了付費系統，顧客可在便利店或地鐵站增值圖書證，只要16歲以上便可申請

## 註腳
1. ↑  圖書調閱說明 （页面存档备份，存于），國家圖書館。

## 內部參考連結
- 學校圖書館
- 臺北市立圖書館#借閱證
- 高雄市立圖書館#借閱對象
- 宝安图书馆#个人阅读证
- 上海图书馆#读者证